# تشارلز أ. جيلمان
تشارلز أ. جيلمان هو محامي وسياسي أمريكي، ولد في 9 فبراير 1833 في غيلمانتون في الولايات المتحدة، وتوفي في 7 يونيو 1927 في سانت كلاود في الولايات المتحدة. نشط حزبياً في الحزب الجمهوري. وقد انتخب عضو مجلس ولاية مينيسوتا ‏ وانتخب عضو مجلس نواب مينيسوتا ‏.